# Eupithecia suboxydata
Eupithecia suboxydata is een vlinder uit de familie spanners (Geometridae). De wetenschappelijke naam is voor het eerst geldig gepubliceerd in 1897 door Staudinger.
De soort komt voor in Europa.